# Jan Overduin
Jan Overduin (Leiden, 2 januari 1907 – Kampen, 11 september 1958) was een Nederlands christelijk romanschrijver.
Hij groeide op in een gelovig gezin. Zijn vader was hervormd en een aanhanger van de theoloog Hermann Friedrich Kohlbrugge. Zijn moeder was christelijk-gereformeerd. Zijn broer Jacobus werd predikant.
Hij studeerde in Leiden bij Albert Verwey. Hij slaagde cum laude: hoofdvak Nederlandse taal- en letterkunde, bijvakken wijsbegeerte en Kunstgeschiedenis. Na zijn studie Nederlands in Leiden werkte Overduin als leraar en vanaf 1949 als redacteur van de tweede druk van de Christelijke Encyclopedie.
Hij publiceerde in de jaren '50 de romans Huurling en herder (1951) en Het paradijs (1953). In beide boeken combineert Overduin morele kwesties rondom leven en dood met een psychologisch portret van de hoofdpersoon. Er verschenen vertalingen in het Duits en in 1999 herdrukken bij uitgeverij De Groot Goudriaan. Postuum kwam in 1964 bij uitgeverij Kok Tragedie in Toulouse uit, een historische roman over de rechtszaak tegen de hugenoot Jean Calas.
Het jeugdboek "De weesjongen van Leiden", verschenen onder het pseudoniem Kees Kander.
Hij overleed op 11 september 1958 in Kampen. Op zijn begrafenis sprak vriend prof. dr. Herman Ridderbos.

## Trivia
- Jan Overduin wordt vaak verward met zijn broer ds. Jacobus Overduin.

- Digitale Bibliotheek voor de Nederlandse Letteren: over007
- International Standard Name Identifier: 0000 0003 9307 692X
- Nederlandse Thesaurus van Auteursnamen: 068667337
- Virtual International Authority File: 287243924
- WorldCat: E39PBJhxkXDGvpdH4vdgCBWbh3